# 韓人愛國團

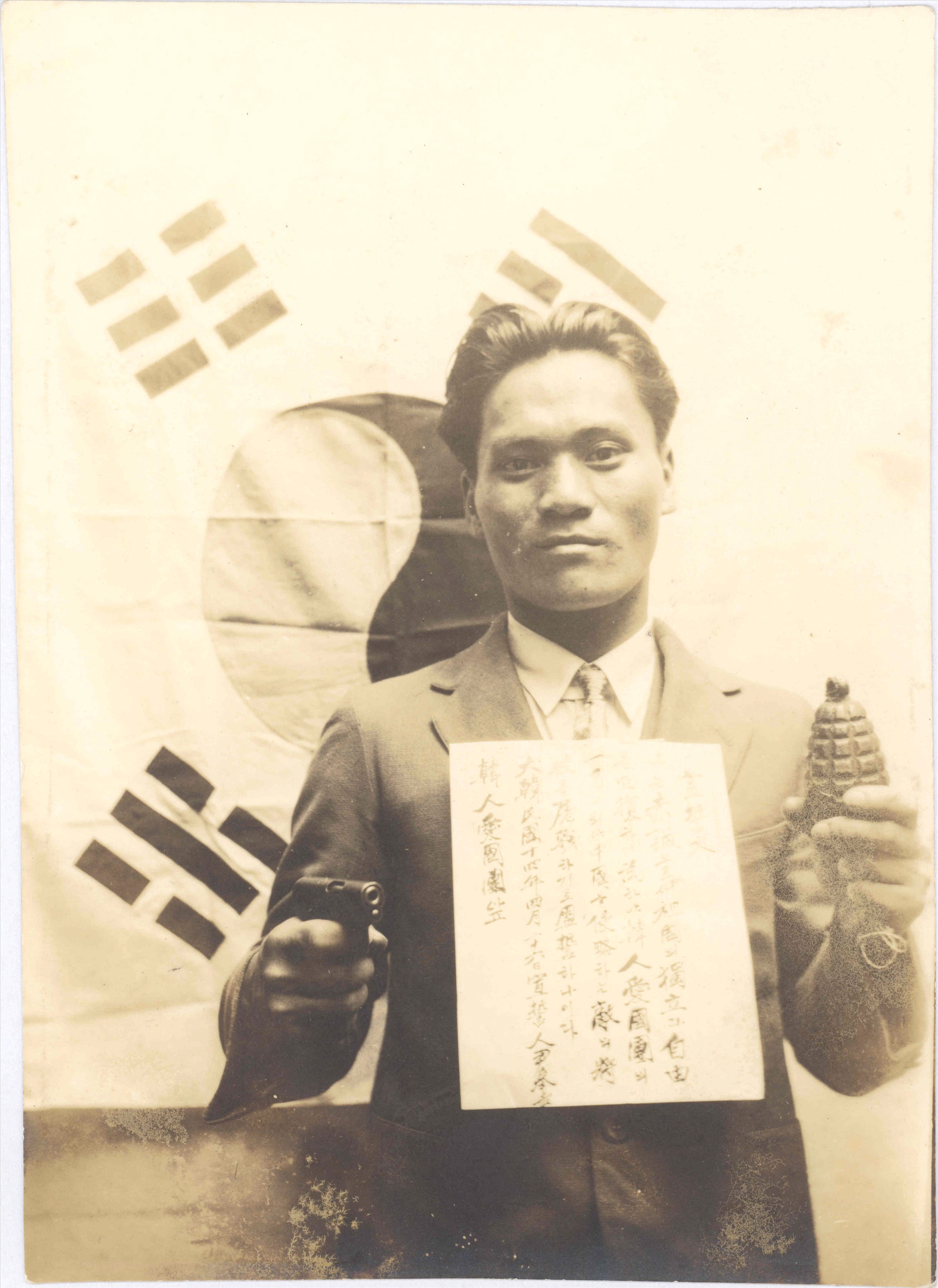
在太極旗前宣誓的韓人愛國團成員尹奉吉

韩人爱国团（韓語：한인애국단）为朝鮮日治時期由大韓民國臨時政府的總理金九成立，以暗殺當時大日本帝國重要官員的反日組織。1931年成立後，他們透過恐怖攻擊和刺殺等手段展開了反日運動，並製造了櫻田門事件等多起暗殺事件。

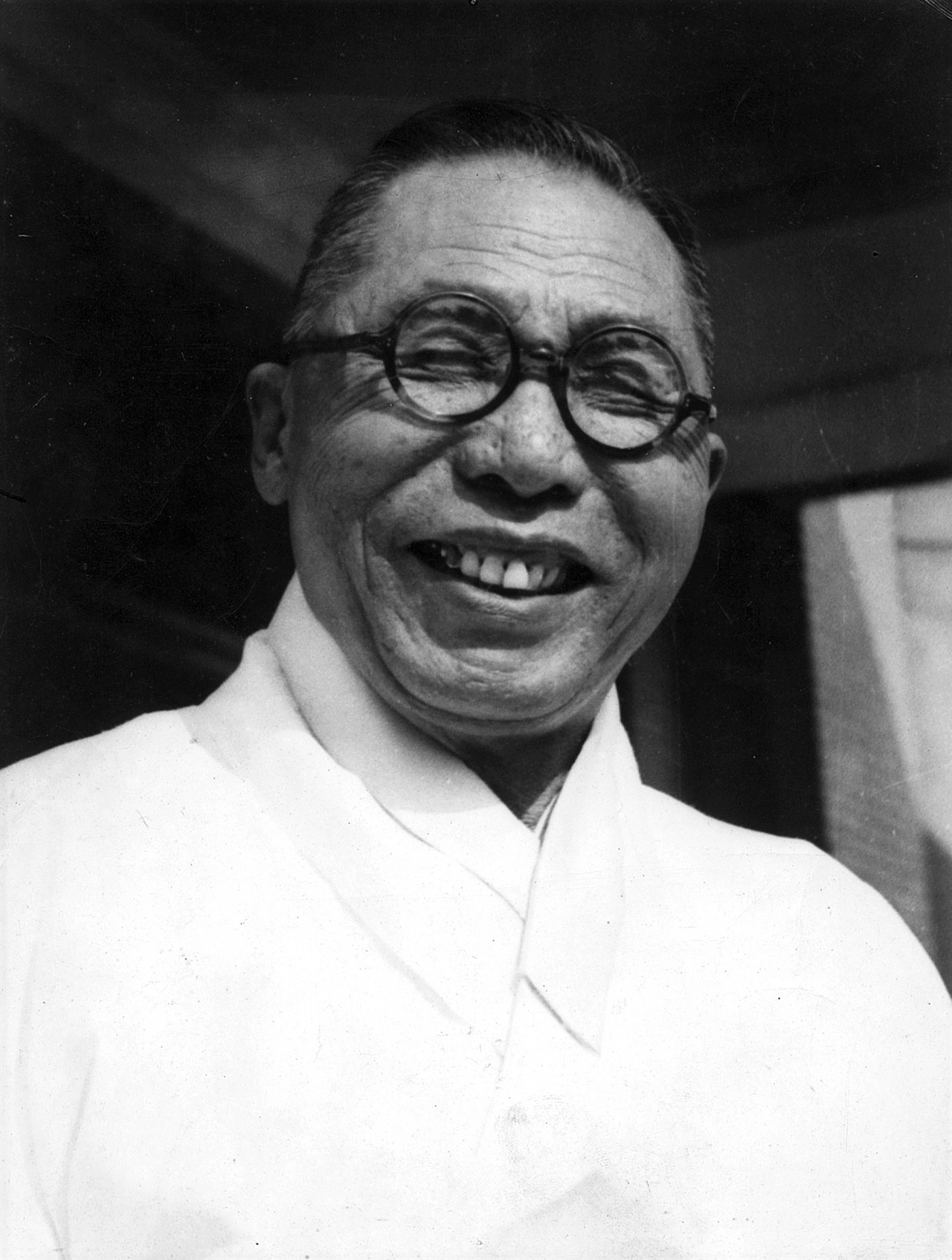
團長金九於1949年拍攝的照片。

## 概要
該團體1931年成立于上海，由金九出任团长，以「處決日本重要人員」為目的。團員大概有80人，其中大部分是來自朝鮮半島的年轻人。韓人愛國團曾策劃兩次暗殺活動，其一是李奉昌在日本东京刺殺日本天皇，其二是團員尹奉吉在上海虹口公园炸死日军大将白川義則。
在這些暗殺活動之後，韓人愛國團曾通過媒體進行了李奉昌、尹奉吉等人的紀念活動。之後似乎自然地解散了。

## 外部連結
- 白凡紀念館 （页面存档备份，存于）